# Pierre Cendors
Pierre Cendors, né Pierre Perrotton en 17 décembre 1968 à Ambilly (Haute-Savoie), est un   écrivain français. Il est aussi illustrateur et artiste peintre.

## Biographie
Pierre Cendors a des origines irlandaises du côté de sa mère,.
Il grandit à Annemasse. Il poursuit des études d'Art à Lyon durant trois ans, puis « il se destine à la bande dessinée, entame un journal, lit de plus en plus. L'illustration ne marche pas, ses tentatives d'écriture n'aboutissent pas ».
Il passe son service militaire au lycée militaire d'Aix-en-Provence, et rencontre Charles Juliet lors d'une permission. « Une correspondance démarre en 1992 ». 
Il part habiter, après son service militaire, plusieurs années au Connemara. « Pendant neuf ans, il subsiste de petits boulots, tente d'écrire ». Il déclare à propos de Charles Juliet : « Il m'a beaucoup soutenu dans mes tâtonnements pendant mon séjour irlandais. On parlait de solitude et de travail intérieur. C'est un besoin chez moi d'initier un dialogue fécond [...]  Charles Juliet écrit dans son journal qu'il a vraiment pu commencer à exprimer ce qu'il avait besoin d'exprimer vers la cinquantaine. J'avais moi-même cette prescience d'un mûrissement lent ». 
Puis, « Vers la fin de cette parenthèse éprouvante, en 1996, il passe un an dans la communauté spirituelle du Findhorn, dans le nord-est de l'Écosse. Il y rencontrera sa femme. Là-bas, il suit l'enseignement d'un chaman italien ». 
Il vit ensuite à Prague, puis en Suisse, et s'installe au milieu des années 2000 en France dans l'Oise.
Il indique : « Cendors n’est pas mon vrai nom. C’est un promontoire non-identitaire, un lieu inculte, sans doute un espace d’émigration intérieure. Je suis un marcheur qui s’arrête pour écrire et s’assied pour avancer d’un pas plus loin. Paysages d’origines : l’Irlande et l’Écosse. C’est là que j’ai acquis les rudiments d’un art un peu oublié : l’errance éveillée ». Et pour Libération en 2015, il explique : « Dans la culture amérindienne, à chaque épreuve importante, les hommes changeaient de nom, parfois plusieurs fois au cours d'une vie. Ce que j'ai traversé en Irlande était tellement important que j'ai eu besoin de le nommer : c'était Cendors. S'être consumé, avoir traversé un feu psychologique et renaître d'une tabula rasa ».
Il est « passionné de cinéma » et plusieurs de ses romans s'y réfèrent. 
À 38 ans, est publié son premier roman, L'Homme caché, en 2006. Selon Le Matricule des anges : « L’Homme caché, qualifié de « romans » au pluriel, est une enquête sur le poète  pragois Endsen ». 
Engeland, son  roman sorti en 2010, obtient l'année suivante le Prix Alain-Fournier et le Prix du deuxième roman,.
En 2015 est publié Archives du vent. Pour Libération : « L'impression de circuler dans une brume, envoûtante au demeurant, mais perturbante. Un personnage d'emblée insaisissable, Egon Storm, réalisateur solitaire de films hypnotiques montés avec des acteurs morts depuis longtemps, Louise Brooks ou Marlon Brando. Une tonalité fantastique et cinéphile ».
Vie posthume d’Edward Markham sort en 2018. Puis Silens Moon en 2019 : pour Télérama  « c’est plutôt Herman Hesse que l’auteur poursuit entre les lignes, plus particulièrement Le Loup des steppes, qu’il se plaît à pasticher avec génie. [...] Dans le monde singulier de Pierre Cendors, les apparences sont tellement ensorcelantes qu’elles mènent à l’essentiel ».
L'Énigmaire est publié en 2021, « roman-monde, écrit en hommage à Andreï Tarkovski », puis L'Homme-nuit en 2023. 
Il écrit également des récits. Sur son séjour en Islande : « De son voyage à Hornstrandir, Cendors a ramené L'Invisible dehors, carnet de voyage » publié en 2015, ou Seuil du seul , avec des photographies de Jacques Mataly, en 2022, récit d'une randonnée solitaire en Écosse, sur l'île de Skye.
Il écrit aussi des nouvelles, ou des recueils de poésies, dont L'Horizon d'un instant en 2023.
Il est aussi illustrateur et artiste peintre.

## Œuvres

### Romans
- L'Homme caché[3], Le Bouscat, France, éditions Finitude, 2006, 133 p.  (ISBN 2-912667-33-X)
- Enfance soir, éditions Circa 1924, 2008
- Goodnight Houdini, éditions Venus d’ailleurs, 2010
- Engeland[4], Le Bouscat, France, éditions Finitude, 2010, 213 p.  (ISBN 978-2-912667-77-9)

- Les Fragments Solander, Strasbourg, France, La dernière goutte, 2011, 315 p.  (ISBN 978-2-918619-05-5)
- Adieu à ce qui vient, préface de Christian Garcin, Le Bouscat, France, Éditions Finitude, 2011, 137 p.  (ISBN 978-2-912667-98-4)
- Archives du vent, Paris, Éditions Le Tripode, 2015, 320 p.  (ISBN 978-2-37055-066-8) [1],[13]
- Minuit en mon silence, Paris, Éditions Le Tripode, 2017, 120 p.  (ISBN 978-2-37055-125-2)
- Vie posthume d'Edward Markham, Paris, Éditions Le Tripode, 2018, 100 p.  (ISBN 978-2-37055-159-7)
- Silens Moon[9],[10], Paris, Éditions Le Tripode, 2019
- L'Énigmaire, Paris, Quidam éditeur, 2021
- L'Homme-nuit, Quidam éditeur, 2023

### Nouvelles
- Le Voyageur sans voyage, Russan, Sainte-Anastasie, préface de Cécile Wajsbrot, France, Éditions Cadex, coll.« Texte au carré », 2008, 53 p.  (ISBN 978-2-913388-65-9)
- Enfance soir, Paris, Éditions Circa 1924, 2008, 8 p.  (ISBN 978-2-915715-17-0)
- Goodnight Houdini, Éditions Venus d’ailleurs, 2010
- Exil exit, Rennes, France, Éditions La Part Commune, 2014, 44 p.  (ISBN 978-2-84418-277-7)

### Poésie
- Chant runique du vide, Le Mesnil-Le-Roi, France, Éditions Éclats d’encre, 2010, 46 p.  (ISBN 978-2-914258-65-4)
- Rimbaudelaire road, Rennes, France, Éditions La Part Commune, 2011, 63 p.  (ISBN 978-2-84418-235-7)
- Les Hauts Bois, Nancy, France, Éditions Isolato, 2013, 49 p.  (ISBN 978-2-35448-033-2)
- Le voyageur sans voyage, Éditions Bruno Doucey, collection Poés'histoires, 2022, illustrations de Sophie Lecuyer,  (ISBN 978-2-36229-435-8)
- L'Horizon d’un instant[14],[12], avec 8 peintures de Claire Chesnier, L’Atelier contemporain, 2023

### Récit
- L’Invisible Dehors. Carnet islandais d'un voyage intérieur, Nancy, France, Éditions Isolato, 2015, 97 p.  (ISBN 978-2-35448-038-7)
- Memento mori ; pour dire une photographie de Jacques Mataly, Les Petites allées, 2020
- Seuil du seul , photographies de Jacques Mataly, coédition François-Marie Deyrolle et l'Atelier contemporain, 2022 Récit d'une randonnée solitaire en Écosse, sur l'île de Skye.

### Essais
- Tractatus Solitarius. Le retour du Loup des steppes, Éditions L'Atelier contemporain, 2019, illustrations de Christine Sefolosha, 96 p.  (ISBN 979-10-92444-85-8)

## Prix et distinctions
- Prix Alain-Fournier 2011[6],[5] pour Engeland
- Prix du deuxième roman 2011[6],[7] pour Engeland
- Sélection Prix Wepler 2015[15] pour Archives du vent
- Finaliste Grand Prix de la SGDL 2021[16], catégorie Fiction, pour L'Enigmaire